# Inocenc III. (vzdoropapež)
Inocenc III. (Lat. Innocentius Tertius), vl. jménem Lando (?, Sezze- po roce 1180) byl italský duchovní a vzdoropapež (od 29. září 1179 do ledna 1180).

## Život
Údaje o jeho narození ani úmrtí nejsou známy. Velmi strohé jsou i informace o jeho životě.
Pocházel z městečka Sezze v jižní části dnešního regionu Lazio. Než ho procísařská strana Fridricha I. Barbarossy prohlásila vzdoropapežem Alexandra III. byl kardinálem-jáhnem, jehož jmenoval vzdoropapež Viktor IV.
Byl čtvrtým vzdoropapež v pořadí, papeže Alexandra III. (Po Viktoru IV., Paschalis III. a Kalixta III.) a za papeže ho 29. září 1179 vyhlásila malá skupina schizmatických kardinálů v Římě.
V obavě o svůj život se ukrýval v pevnosti nedaleko Říma, kde mu poskytl útulek jeden z jeho přívrženců. Po zradě byl prostřednictvím vyslaného kardinála vydán Alexandrovi III., který ho doživotně uvěznil v benediktinském opatství Nejsvětější Trojice v La Cava v jihoitalské provincii Salerno.